# 비에너지
비에너지(specific energy)는 단위 질량 당 에너지이다. 에너지 밀도(energy density)라고 불리기도 하지만 에너지 밀도는 단위 부피 당 에너지로 이야기하는 것이 더 정확하다. 예를 들면 비내부에너지(specific internal energy), 비엔탈피(specific enthalpy), 비깁스 자유 에너지, 비헬름홀츠 자유 에너지 등의 물질의 축적된 열 및 기타 열특성을 수량화하기 위해 사용된다. 비에너지는 세기 성질인 반면, 에너지와 질량은 크기 성질이다.
비에너지의 SI 단위는 킬로그램 당 줄(J/kg)이다. 여러 문맥에 쓰이고 있는 그 밖의 단위들로는 대개 음식 관련 주제의 경우 그램 당 킬로칼로리(Cal/g 또는 kcal/g), 전지 분야에서는 킬로그램 당 와트시, 일부 공학 및 기술 분야에서는 파운드 당 임페리얼 유닛 BTU가 있다.
비에너지의 개념은 J/mol, kJ/mol, 또는 더 오래된(그러나 현재도 널리 사용되는) kcal/mol 등, 물질의 몰 당 에너지를 의미하는 몰 에너지의 화학적 개념과 관련이 있으나 이와는 구별된다.

## 비 SI 단위표
| 비 SI 단위 | 대응되는 SI 단위  |
| ---------- | ----------------- |
| kcal/g     | 4.184 MJ/kg       |
| Wh/kg      | 3.6 kJ/kg         |
| kWh/kg     | 3.6 MJ/kg         |
| Btu/lb     | 2.326 kJ/kg       |
| Btu/lb     | ca. 2.32444 kJ/kg |

## 음식의 에너지 밀도
에너지 밀도는 음식의 질량 또는 부피 당 에너지의 양이다. 음식의 에너지 밀도는 제공량(보통 그램, 밀리리터, 액량 온스)에서 제공량 당 에너지(킬로줄 또는 음식 열량)를 나누어서 구할 수 있다. 그러므로 에너지 밀도는 cal/g, kcal/g, J/g, kJ/g, cal/mL, kcal/mL, J/mL, kJ/mL.로 표현된다.

## 같이 보기
- 에너지 밀도
- 연소열
- 고유 궤도 에너지